# Dennis Kelly (Footballspieler)
Dennis Andrew Kelly (* 16. Januar 1990 in Chicago Heights, Illinois) ist ein US-amerikanischer American-Football-Spieler in der National Football League (NFL). Er spielte zuletzt für die New York Jets als Offensive Tackle. Zuvor stand Kelly bei den Philadelphia Eagles, den Tennessee Titans, den Green Bay Packers und den Indianapolis Colts unter Vertrag.

## College
Kelly, der aus einer footballbegeisterten Familie stammt – sein älterer Bruder Tim arbeitet als Trainer, zurzeit (Stand Mai 2020) ist er Offensive Coordinator bei den Houston Texans - besuchte die Purdue University und spielte für deren Mannschaft, die Boilermakers, erfolgreich College Football. Zwischen 2009 und 2011 bestritt er insgesamt 42 Spiele, dabei lief er 37 Mal als Starter auf.

## NFL

### Philadelphia Eagles
Im NFL Draft 2012 wurde er in der fünften Runde als insgesamt 153. von den Philadelphia Eagles ausgewählt und erhielt einen Vierjahresvertrag über 2,288 Millionen US-Dollar. In seiner Rookie-Saison lief er in 13 Partien auf, zehnmal davon als Starter, wobei er auf verschiedenen Positionen der Offensive Line zum Einsatz kam. 2013 bestritt er kein einziges Spiel, 2014 wurde er dreimal aufgeboten, sowohl als linker als auch als rechter Tackle. 2015 erhielt er wieder deutlich mehr Spielzeit und nahm an 14 Spielen teil.

### Tennessee Titans
2016 wechselte Kelly im Tausch gegen den Wide Receiver Dorial Green-Beckham zu den Tennessee Titans. Er kam in allen 16 Spielen zum Einsatz, wobei er nicht nur als Tackle, links wie rechts, spielte, sondern auch als zusätzlicher Tight End aufgeboten wurde. In den folgenden Spielzeiten bekleidete er vor allem verschiedene Positionen in der Offensive Line und wurde immer seltener als Tight End eingesetzt. 2019 konnte er allerdings in dieser Funktion im Spiel gegen die Jacksonville Jaguars in der Endzone einen Pass von Ryan Tannehill fangen und so seinen ersten Touchdown erzielen.
Nach der Saison 2020, in der er 16 Spiele als rechter Tackle absolvierte, entließen die Titans Kelly.

### Green Bay Packers
Ende Juli 2021 nahmen die Green Bay Packers Kelly unter Vertrag. Er kam in zehn Spielen zum Einsatz, davon viermal als Starter auf der Position des Right Tackles.

### Indianapolis Colts
Im Mai 2022 schloss Kelly sich den Indianapolis Colts an. Er kam in 16 Spielen zum Einsatz und war dreimal Starter.

### Rückkehr zu den Philadelphia Eagles
Am 25. Juli 2023 unterschrieb Kelly einen Einjahresvertrag bei den Philadelphia Eagles, bei denen er bereits seine ersten vier Spielzeiten in der NFL absolviert hatte. Ende August wurde er im Rahmen der Kaderverkleinerung auf 53 Spieler vor Beginn der Regular Season entlassen.

### New York Jets
Am 12. Oktober 2023 nahmen die New York Jets Kelly für ihren Practice Squad unter Vertrag. Er stand zwischenzeitlich im aktiven Kader der Jets, bevor er am 22. November 2023 entlassen wurde.